# Irina Poplavskaïa
Irina Poplavaskaïa, (en russe : Поплавская, Ирина Ивановна) est une réalisatrice, scénariste, professeure et auteure russe née le 8 décembre 1924 à Moscou (république socialiste fédérative soviétique de Russie) et morte le 28 mai 2012 à Moscou (Russie).

## Biographie
En 1938 elle entre à l'Académie russe de musique Gnessine dans la section piano d'où elle sort diplômée en 1941, poursuit au Théâtre du Lenkom sous la direction de Ivan Bersenev (ru) appelé avant 1991 théâtre du komsomol de Lénine d'où elle sort diplômée en 1946 . Tout en travaillant comme actrice puis comme metteur en scène dans les théâtres et à la radio de Moscou avec la troupe de théâtre dramatique et comique  elle continue sa formation à l'Académie russe des arts du théâtre sous la direction de Andreï Lobanov (ru). Elle obtient son diplôme en 1954 et en 1960 après avoir suivi les cours supérieurs de direction aux studios Mosfilm elle obtient un autre diplôme.
De 1965 à 2012 elle est directrice du studio de cinéma Mosfilm où elle travaillait comme réalisatrice depuis 1956. En 1971 elle devient membre de l'Union des directeurs de la photographie de l'URSS et de la Russie et de 1994 à la fin de sa vie elle est aussi professeur et directrice des arts de la scène au département cinéma et théâtre de l'Académie d'État de la culture slave (ru). À d'autres académies dont elle est membre, il faut ajouter la responsabilité de présidente permanente du jury du concours international de vidéos «La Jeunesse du monde slave» et à partir de 2001 directrice artistique de «Cierge», le studio de théâtre chrétien qu'elle a créé.
Selon le rédacteur ou la rédactrice de sa brève biographie qui figure dans les compléments du DVD Djamilia, c'est une réalisatrice des studios Mosfilm, qui s'intéresse aux sujets et personnages du roman psychologique, une créatrice privilégiant l'inspiration poétique et l'authenticité documentaire, dont les films se distinguent par l'originalité du parti plastique et la maîtrise du montage. 
Elle est inhumée au cimetière Vagankovo.

## Filmographie

### Réalisatrice
- 1959 : Pour Trois histoires de Tchekhov elle a tourné La Vengeance
- 1964 : Baies, une «saynète» de 1 minute 59 secondes [2]
- .1965 : Le Chemin de la mer d'après Ilia Lavrov (ru)
- 1968 : Djamilia d'après Tchinguiz Aïtmatov
- 1972 : Je suis Tian Shan d'après Tchinguiz Aïtmatov
- 1976 : Gorianka (ru) ou selon la traduction du bonus du DVD Djamilia, La Montagnarde d'après Rassoul Gamzatov
- 1981 : Vassili et Vassilissa d'après Valentin Raspoutine
- 1985 : La Joie de Matveïev d'après Boris Cherguine (ru)
- 1990 : Le Pèlerin enchanté d'après Nikolaï Leskov
- 1990 : Le Pèlerin enchanté version en deux parties pour la télévision

### Scénariste
- 1976 : Gorianka
- 1981 : Vassili et Vassilissa
- 1985 : La Joie de Matveïev
- 1990 : Le Pèlerin enchanté

## Distinctions
- 1960 : Golden Gate du meilleur court métrage de fiction pour La Vengeance au Festival international du film de San Francisco.
- 1970 : Prix «Calime» du meilleur film étranger pour Djamilia au Festival international du film du jeune cinéma à Hyères.
- 1970 : Prix ICF du meilleur réalisateur au Festival international du film de Carthagène pour Djamilia.
- 1971 : Ordre Insigne d'honneur.
- 1973 : Les critiques brésiliens ont classé le film Djamilia dans la liste des dix meilleurs films du monde (de l'année ou de l'histoire du cinéma?) selon un rapport TASS du 1er mai.
- 1987 : Artiste émérite des arts de la Russie le 9 mars.
- 1988 : Diplôme honorifique pour le film Vassili et Vassilissa au Festival international du film à Toronto.
- 1992 : Au festival international du film slave à Moscou, «Chevalier d'or» au meilleur interprète, Alexandre Mikhaïlov pour le film Le Pèlerin enchanté.
- 2004 : Maître émérite de la culture du Kirghizstan.
- 2006 : Artiste du peuple de la fédération de Russie le 26 juillet.
- Diplômes honorifiques pour le film Djamilia lors de festivités à Kőszeg et lors du Festival international de Carthage.
- Diplôme «Pour un film exceptionnel», La Vengeance, au IVe Film Fest International à Londres.